# Sockenbud
Sockenbud betecknar besök av en präst i hemmet hos en sjuk eller döende församlingsmedlem. När en kristen människa är svårt sjuk eller döende kallar han eller hon (genom de anhöriga) till sig prästen för att i sjukdom eller i livets slutskede få del av kyrkans sakrament. I riten "de sjukas smörjelse"  smörjs den sjuke först med olja på pannan, händerna och fötterna (under medeltiden vanligen ögon, näsborrar, läppar/mun, händer och fötter). Smörjelse är alltså kopplad till de mänskliga sinnena och kroppsdelarna och har syndaförlåtande innebörd. Smörjelse kan utföras också på en människa som är så sjuk, att han eller hon inte kan ta emot nattvarden eller gå till bikt. Bikten är också eljest kopplad till viaticum,  firandet av nattvarden vid sjukbädden, vari kan också den sjukes familj delta. Prästens sjukbesök hos döende går i katolska kyrkan i allt väsentligt till på detta sätt. 
Efter reformationen upphörde bruket med oljesmörjande, men har stundom återupptagits idag. I Svenska kyrkan består sockenbudet av enskilt själavårdssamtal och/eller bikt samt nattvardsfirande, "sjukkommunion".  Sockenbud har i Sverige långt in på 1900-talet varit mycket vanliga. I många församlingar besökte prästen i äldre tid i stort sett alla döende med sakramentet. Sockenbudet är inte uteslutande kopplat till en människas döende. Till långtidssjuka kan prästen fara på sockenbud regelbundet, exempelvis varje månad eller varje vecka. En nutida form av sockenbud är det nattvardsfirande som regelbundet kan äga rum på äldreboenden och då gemensamt för alla som bor där och som önskar deltaga. Sjukhuspräster erbjuder ofta både gemensam och enskild nattvard.
Vid sådana tillfällen används sockentyg, vilket består av små nattvardskärl såsom:
- kalk (nattvardsbägare)
- patén (tallrik)
- ciborium (behållare för oblater/bröd)
- corporale (duk varpå nattvardsgåvorna dukas upp)
- purificatorium (torkduk för kalken)
- flaska att förvara vinet i.
- ibland en sked för den sjukes kommunion.

Dessa föremål kallas tillsammans sockentyg (termen 'tyg' = redskap) och förvaras i en specialgjord väska. Sockentyget är i församlingen alltid iordninggjort, så att prästen kan fara på plötsliga sockenbud utan onödigt dröjsmål.

## Bildgalleri

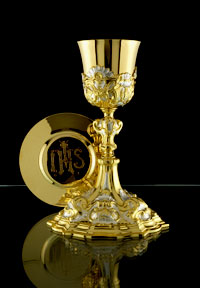
Kalk, dock ej avsedd för sockenbud
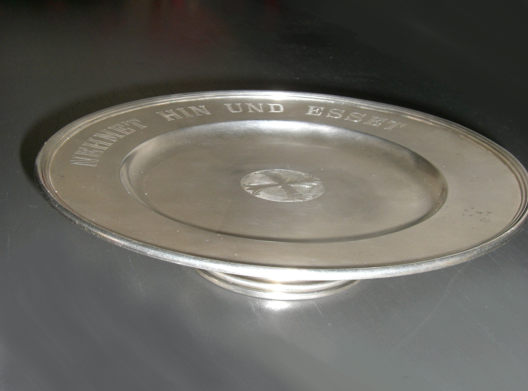
Patén,
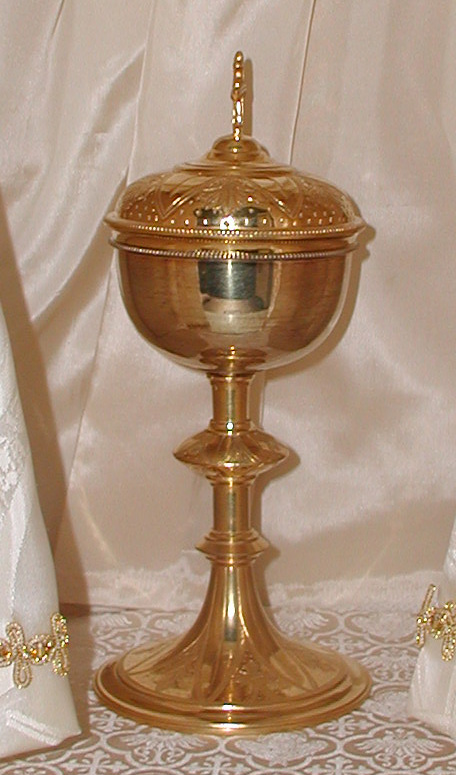
Ciborium, dock ej avsett för sockenbud